# Modalidades do Ensino Secundário em Portugal
No ensino secundário de Portugal, existem as seguintes modalidades:
1. Cursos Artísticos Especializados - os cursos artísticos especializados proporcionam formação nas áreas das artes visuais, audiovisuais, dança e música. São cursos de nível secundário com a duração de 3 anos lectivos, correspondentes aos 10.º, 11.º e 12.º anos de escolaridade. Os cursos de artes visuais e audiovisuais estão orientados numa dupla perspectiva: o prosseguimento de estudos em cursos de especialização tecnológica ou de ensino superior e a inserção no mundo do trabalho.
2. Cursos Científico-Humanísticos - os cursos científico-humanísticos são vocacionados para o prosseguimento de estudos de nível superior, de carácter universitário ou politécnico, têm a duração de 3 anos lectivos correspondentes aos 10.º, 11.º e 12.º anos de escolaridade.
3. Cursos de Aprendizagem - os Cursos de Aprendizagem são cursos de formação profissional inicial, em alternância, dirigidos a jovens, privilegiando a sua inserção no mercado de trabalho e permitindo o prosseguimento de estudos.
4. Cursos de Educação e Formação - os Cursos de Educação e Formação (CEF) são uma oportunidade para frequência ou conclusão da escolaridade de 6, 9 ou 12 anos e, simultaneamente, para preparação da entrada no mercado de trabalho com qualificação escolar e profissional. Os CEF integram 4 componentes de formação: sociocultural; científica; tecnológica; prática.
5. Cursos Profissionais - os Cursos Profissionais são uma modalidade de educação, inserida no ensino secundário, que se caracteriza por uma forte ligação com o mundo profissional. A aprendizagem valoriza o desenvolvimento de competências para o exercício de uma profissão, em articulação com o sector empresarial local.
6. Cursos Tecnológicos - os cursos tecnológicos são cursos profissionalmente qualificantes e estão orientados numa dupla perspectiva: a inserção no mundo do trabalho e o prosseguimento de estudos para os cursos pós-secundários de especialização tecnológica e para o ensino superior.
7. Cursos das Escolas de Hotelaria e Turismo - os cursos de formação profissional das Escolas de Hotelaria e Turismo: Cozinha/Pastelaria, Restaurante/Bar e Hotelaria e Turismo, inserem-se num sistema sectorial de formação (tutela da Secretaria de Estado do Turismo/ Ministério da Economia e da Inovação). Esta formação específica para o sector do Turismo é desenvolvida pela rede nacional de Escolas de Hotelaria e Turismo, do Turismo de Portugal, I.P.

## Cursos artísticos especializados
Segundo o estabelecido no Decreto-Lei n.º 55/2018 de 6 de julho, os cursos artísticos especializados estudam-se durante três anos letivos, normalmente na continuação da educação básica.
A organização dos cursos artísticos especializados depende das escolas que exercem a sua autonomia e flexibilidade curricular, embora o Ministério da Educação ofereça um quadro comum. De acordo com este, existem três Domínios distintos para as ofertas educativas de cursos artísticos especializados:
- Artes Visuais e Audiovisuais
- Música
- Dança

Tomando por referência a matriz curricular-base e as opções relativas à autonomia e flexibilidade curricular, as escolas organizam o trabalho de integração e articulação curricular com vista ao desenvolvimento do Perfil dos Alunos à Saída da Escolaridade Obrigatória. As escolas organizam os tempos letivos na unidade temporal que considerem mais adequada.
A carga horária semanal indicada constitui uma referência para cada componente educativa. A organização do funcionamento das disciplinas pode ocorrer de um modo semestral, trimestral, ou outro, de acordo com a alínea e) do n.º 2 do artigo 19.º do Decreto-Lei n.º 55/2018 de 6 de julho.
Os atuais cursos artísticos especializados estão enquadrados pela alínea c) do n.º 4 do art. 7º do Decreto-Lei n.º 55/2018 de 6 de julho.
| Cursos Artísticos Especializados | Cursos Artísticos Especializados | Cursos Artísticos Especializados |
| Domínio                          | Curso                            | Curso                            |
| Domínio                          | Código                           | Designação                       |
| -------------------------------- | -------------------------------- | -------------------------------- |
| Artes Visuais e dos Audiovisuais | F70                              | Comunicação Audiovisual          |
| Artes Visuais e dos Audiovisuais | F71                              | Design de Comunicação            |
| Artes Visuais e dos Audiovisuais | F72                              | Design de Produto                |
| Artes Visuais e dos Audiovisuais | F73                              | Produção Artística               |
| Música                           | F76                              | Secundário de Música             |
| Música                           | F77                              | Secundário de Canto              |
| Música                           | F78                              | Secundário de Canto Gregoriano   |
| Dança                            | F75                              | Secundário de Dança              |

Os cursos artísticos especializados podem ser frequentados numa das modalidade de Regime de Frequência possíveis consoante o curso em causa. O Regime Supletivo (RS) não existe para cursos do Domínio de Dança.
| Regime de Frequência   | Caraterísticas | Domínios de Cursos onde existe o Regime de Frequência |
| ---------------------- | --- | ----------------------------------------------------- |
| Regime Integrado (RI)  | Os alunos frequentam todas as componentes do currículo no mesmo estabelecimento de ensino. | 1. Artes Visuais e Audiovisuais 2. Dança 3. Música    |
| Regime Articulado (RA) | A lecionação das disciplinas da componente de ensino artístico especializado é assegurada por uma escola de ensino artístico especializado e as restantes componentes por uma escola de ensino geral. | 1. Artes Visuais e Audiovisuais 2. Dança 3. Música    |
| Regime Supletivo (RS)  | Os alunos frequentam as disciplinas do ensino artístico especializado numa escola de ensino artístico especializado independentemente das habilitações que possuem.                                   | 1. Artes Visuais e Audiovisuais 2. Música             |

Todos os cursos culminam com a apresentação e defesa, perante um júri, do projeto da Prova de Aptidão Artística (PAA), na qual são demonstrados todos os conhecimentos e capacidades técnico-artísticas adquiridas e desenvolvidos ao longo da formação.

### Domínio de Artes Visuais e dos Audiovisuais
Os cursos artísticos especializados do domínio de Artes Visuais e dos Audiovisuais são percursos educativos exclusivamente de nível secundário. De acordo com a Portaria n.º 232-A/2018, de 20 de agosto, no nível secundário têm a duração de três anos letivos.
| 10.º ANO DO SECUNDÁRIO | 11.º ANO DO SECUNDÁRIO | 11.º ANO DO SECUNDÁRIO | 12.º ANO DO SECUNDÁRIO | 12.º ANO DO SECUNDÁRIO |
| Disciplinas Comuns da Componente de Formação Geral | Disciplinas Comuns da Componente de Formação Geral | Disciplinas Comuns da Componente de Formação Geral | Disciplinas Comuns da Componente de Formação Geral | Disciplinas Comuns da Componente de Formação Geral |
| --- | --- | --- | --- | --- |
| - - Português (180 minutos) - ou Língua Gestual Portuguesa (LGP) e Português Língua Segunda (L2) b (disciplina de oferta obrigatória para alunos surdos) - ou Português Língua Não Materna (P.L.N.M.) c - Língua Estrangeira I, II ou III (150 min.) a - Alemão - Francês - Mandarim - Inglês - Espanhol - Filosofia (150 min.) - Educação Física (150 min.) - Língua e Cultura Mirandesa (disciplina de oferta obrigatória e de frequência facultativa para os alunos de Miranda do Douro, de acordo com a Lei n.º 7/99 de 29 de janeiro e o Despacho Normativo n.º 35/99) - Educação Moral e Religiosa (90 min.) (disciplina de oferta obrigatória e de frequência facultativa)                          | - - Português (180 minutos) - ou Língua Gestual Portuguesa (LGP) e Português Língua Segunda (L2) b (disciplina de oferta obrigatória para alunos surdos) - ou Português Língua Não Materna (P.L.N.M.) c - Língua Estrangeira I, II ou III (150 min.) a - Alemão - Francês - Mandarim - Inglês - Espanhol - Filosofia (150 min.) - Educação Física (150 min.) - Língua e Cultura Mirandesa (disciplina de oferta obrigatória e de frequência facultativa para os alunos de Miranda do Douro, de acordo com a Lei n.º 7/99 de 29 de janeiro e o Despacho Normativo n.º 35/99) - Educação Moral e Religiosa (90 min.) (disciplina de oferta obrigatória e de frequência facultativa) | - - Português (180 minutos) - ou Língua Gestual Portuguesa (LGP) e Português Língua Segunda (L2) b (disciplina de oferta obrigatória para alunos surdos) - ou Português Língua Não Materna (P.L.N.M.) c - Língua Estrangeira I, II ou III (150 min.) a - Alemão - Francês - Mandarim - Inglês - Espanhol - Filosofia (150 min.) - Educação Física (150 min.) - Língua e Cultura Mirandesa (disciplina de oferta obrigatória e de frequência facultativa para os alunos de Miranda do Douro, de acordo com a Lei n.º 7/99 de 29 de janeiro e o Despacho Normativo n.º 35/99) - Educação Moral e Religiosa (90 min.) (disciplina de oferta obrigatória e de frequência facultativa) | - - Português (200 minutos) - ou Língua Gestual Portuguesa (LGP) e Português Língua Segunda (L2) b (disciplina de oferta obrigatória para alunos surdos) - ou Português Língua Não Materna (P.L.N.M.) c - Educação Física (150 min.) - Língua e Cultura Mirandesa (disciplina de oferta obrigatória e de frequência facultativa para os alunos de Miranda do Douro, de acordo com a Lei n.º 7/99 de 29 de janeiro e o Despacho Normativo n.º 35/99) - Educação Moral e Religiosa (90 min.) (disciplina de oferta obrigatória e de frequência facultativa) | - - Português (200 minutos) - ou Língua Gestual Portuguesa (LGP) e Português Língua Segunda (L2) b (disciplina de oferta obrigatória para alunos surdos) - ou Português Língua Não Materna (P.L.N.M.) c - Educação Física (150 min.) - Língua e Cultura Mirandesa (disciplina de oferta obrigatória e de frequência facultativa para os alunos de Miranda do Douro, de acordo com a Lei n.º 7/99 de 29 de janeiro e o Despacho Normativo n.º 35/99) - Educação Moral e Religiosa (90 min.) (disciplina de oferta obrigatória e de frequência facultativa) |
| Componente de Formação de Cidadania e Desenvolvimento | | | | |
| De acordo com o n.º 4 do artigo 15.º do Decreto-Lei n.º 55/2018 de 6 de julho, a escola decide a forma como implementa a componente de Cidadania e Desenvolvimento, podendo, entre outras opções, adotar: a) A oferta como disciplina autónoma; b) A prática de coadjuvação, no âmbito de uma disciplina; c) O funcionamento em justaposição com outra disciplina; d) A abordagem, no âmbito das diferentes disciplinas da matriz, dos temas e projetos, sob coordenação de um dos professores da turma ou grupo de alunos. | | | | |
| Disciplinas da Componente de Formação Científica | | | | |
| - História da Cultura e das Artes (180 min.) | - História da Cultura e das Artes (180 min.) - Geometria Descritiva A (270 min.) | - História da Cultura e das Artes (180 min.) - Geometria Descritiva A (270 min.) | - História da Cultura e das Artes (180 min.) - Geometria Descritiva A (270 min.) | - História da Cultura e das Artes (180 min.) - Geometria Descritiva A (270 min.) |
| - História da Cultura e das Artes (180 min.) | Disciplina Bienal de Opção (se escolhe um mínimo de 1) | - Imagem e Som B (180 min.) - Matemática (180 min.) - Oferta de Escola (180 min.) | Disciplina Bienal de Opção (se escolhe um mínimo de 1) | - Imagem e Som B (180 min.) - Matemática (180 min.) - Oferta de Escola (180 min.) |
| Disciplinas da Componente de Formação Técnica Artística | | | | |
| - Desenho A (360 min.) - Projeto e Tecnologias (360 min.) | - Desenho A (360 min.) - Projeto e Tecnologias (360 min.) | - Desenho A (360 min.) - Projeto e Tecnologias (360 min.) | - Desenho A (360 min.) - Projeto e Tecnologias (720 min.) | - Desenho A (360 min.) - Projeto e Tecnologias (720 min.) |
| No 12.º ano a disciplina de Projeto e Tecnologias integra a componente de Formação em Contexto de Trabalho (FCT), devendo o aluno optar por uma das especializações do curso para essa componente. A disciplina de Projeto e Tecnologias assume as seguintes especializações: - No Curso Secundário de Comunicação Audiovisual: Cinema e Vídeo; Fotografia; Luz; Multimédia; Som - No Curso Secundário de Design de Comunicação: Design Gráfico; Multimédia - No Curso Secundário de Design de Produto: Cerâmica; Equipamento; Ourivesaria; Têxteis - No Curso Secundário de Produção Artística: Cerâmica; Gravura/Serigrafia; Ourivesaria; Pintura Decorativa; Realização Plástica do Espetáculo; Têxteis | | | | |
| Disciplina Bienal de Opção (pode estar integrada, consoante a sua natureza, na Componente de Formação Científica ou na Componente Técnica Artística) | | | | |
| | Disciplina Bienal de Opção (se escolhe um mínimo de 1) | - Física e Química Aplicadas (180 min.) - Gestão das Artes (180 min.) - Oferta de Escola (180 min.) | Disciplina Bienal de Opção (se escolhe um mínimo de 1) | - Física e Química Aplicadas (180 min.) - Gestão das Artes (180 min.) - Oferta de Escola (180 min.) |
| O aluno está apenas obrigado a frequentar, nos 11.º e 12.º anos, (1) uma Disciplina Bienal de Opção, escolhida pelo aluno de entre o Leque de Opções definidos para as componentes de formação científica ou técnica artística, de acordo com a natureza do curso e o projeto educativo da escola. | | | | |

a: Escolhe-se uma língua estrangeira. Se tiver estudado apenas uma língua estrangeira no ensino básico, iniciará obrigatoriamente uma segunda língua no ensino secundário. No caso de o aluno iniciar uma segunda língua, tomando em conta as disponibilidades da escola, poderá cumulativamente dar continuidade à Língua Estrangeira I como disciplina facultativa, com a aceitação expressa do acréscimo da carga horária.
Aos alunos recém integrados no ensino secundário, provenientes de sistemas educativos estrangeiros, cuja língua materna não é o Português, e que no seu percurso escolar apenas estudaram uma língua estrangeira, aplica-se o seguinte: a) Reconhecimento da língua materna do aluno. b) Reforço da aprendizagem do Português, designadamente como PLNM. c) Dispensa da obrigatoriedade de iniciar uma segunda língua estrangeira, visando o reforço do previsto na alínea anterior. d) Continuidade da aprendizagem da língua estrangeira do sistema de ensino de origem do aluno (LE I), desde que esta seja oferecida no sistema educativo português. e) Possibilidade do aluno iniciar, no 10.º ano de escolaridade, uma nova língua estrangeira (LE II), desde que esta não coincida com a sua língua materna.
b: A disciplina de Português pode ser substituída pela disciplina de Português Língua Segunda (L2), para alunos que tenham surdez cuja Língua Materna (LM) e a Língua Primeira (L1) seja a Língua Gestual Portuguesa (LGP).
c: A disciplina de Português pode ser substituída pela disciplina de Português Língua Não Materna (P.L.N.M.), desde que o aluno esteja inserido em nível de iniciação (A1 ou A2) ou no nível intermédio (B1) do Quadro Europeu Comum de Referência para as Línguas (QECR).

### Domínio de Música
Os cursos artísticos especializados do domínio de Música são percursos educativos existentes tanto no ensino básico quanto no ensino secundário, sendo que as escolas também podem oferecer no 1.º ciclo do ensino básico uma aprendizagem ao nível das Iniciações em Dança e em Música. No nível secundário têm a duração de três anos letivos, de acordo com a Portaria n.º 229-A/2018, de 14 de agosto.
| 10.º ANO DO SECUNDÁRIO | 11.º ANO DO SECUNDÁRIO | 11.º ANO DO SECUNDÁRIO | 12.º ANO DO SECUNDÁRIO | 12.º ANO DO SECUNDÁRIO |
| Disciplinas Comuns da Componente de Formação Geral | Disciplinas Comuns da Componente de Formação Geral | Disciplinas Comuns da Componente de Formação Geral | Disciplinas Comuns da Componente de Formação Geral | Disciplinas Comuns da Componente de Formação Geral |
| --- | --- | --- | --- | --- |
| - - Português (180 minutos) - ou Língua Gestual Portuguesa (LGP) e Português Língua Segunda (L2) b (disciplina de oferta obrigatória para alunos surdos) - ou Português Língua Não Materna (P.L.N.M.) c - Língua Estrangeira I, II ou III (150 min.) a - Alemão - Francês - Mandarim - Inglês - Espanhol - Filosofia (150 min.) - Educação Física (150 min.) - Língua e Cultura Mirandesa (disciplina de oferta obrigatória e de frequência facultativa para os alunos de Miranda do Douro, de acordo com a Lei n.º 7/99 de 29 de janeiro e o Despacho Normativo n.º 35/99) - Educação Moral e Religiosa (90 min.) (disciplina de oferta obrigatória e de frequência facultativa) | - - Português (180 minutos) - ou Língua Gestual Portuguesa (LGP) e Português Língua Segunda (L2) b (disciplina de oferta obrigatória para alunos surdos) - ou Português Língua Não Materna (P.L.N.M.) c - Língua Estrangeira I, II ou III (150 min.) a - Alemão - Francês - Mandarim - Inglês - Espanhol - Filosofia (150 min.) - Educação Física (150 min.) - Língua e Cultura Mirandesa (disciplina de oferta obrigatória e de frequência facultativa para os alunos de Miranda do Douro, de acordo com a Lei n.º 7/99 de 29 de janeiro e o Despacho Normativo n.º 35/99) - Educação Moral e Religiosa (90 min.) (disciplina de oferta obrigatória e de frequência facultativa) | - - Português (180 minutos) - ou Língua Gestual Portuguesa (LGP) e Português Língua Segunda (L2) b (disciplina de oferta obrigatória para alunos surdos) - ou Português Língua Não Materna (P.L.N.M.) c - Língua Estrangeira I, II ou III (150 min.) a - Alemão - Francês - Mandarim - Inglês - Espanhol - Filosofia (150 min.) - Educação Física (150 min.) - Língua e Cultura Mirandesa (disciplina de oferta obrigatória e de frequência facultativa para os alunos de Miranda do Douro, de acordo com a Lei n.º 7/99 de 29 de janeiro e o Despacho Normativo n.º 35/99) - Educação Moral e Religiosa (90 min.) (disciplina de oferta obrigatória e de frequência facultativa) | - - Português (200 minutos) - ou Língua Gestual Portuguesa (LGP) e Português Língua Segunda (L2) b (disciplina de oferta obrigatória para alunos surdos) - ou Português Língua Não Materna (P.L.N.M.) c - Educação Física (150 min.) - Língua e Cultura Mirandesa (disciplina de oferta obrigatória e de frequência facultativa para os alunos de Miranda do Douro, de acordo com a Lei n.º 7/99 de 29 de janeiro e o Despacho Normativo n.º 35/99) - Educação Moral e Religiosa (90 min.) (disciplina de oferta obrigatória e de frequência facultativa)                                                           | - - Português (200 minutos) - ou Língua Gestual Portuguesa (LGP) e Português Língua Segunda (L2) b (disciplina de oferta obrigatória para alunos surdos) - ou Português Língua Não Materna (P.L.N.M.) c - Educação Física (150 min.) - Língua e Cultura Mirandesa (disciplina de oferta obrigatória e de frequência facultativa para os alunos de Miranda do Douro, de acordo com a Lei n.º 7/99 de 29 de janeiro e o Despacho Normativo n.º 35/99) - Educação Moral e Religiosa (90 min.) (disciplina de oferta obrigatória e de frequência facultativa)                                                           |
| Componente de Formação de Cidadania e Desenvolvimento | | | | |
| De acordo com o n.º 4 do artigo 15.º do Decreto-Lei n.º 55/2018 de 6 de julho, a escola decide a forma como implementa a componente de Cidadania e Desenvolvimento, podendo, entre outras opções, adotar: a) A oferta como disciplina autónoma; b) A prática de coadjuvação, no âmbito de uma disciplina; c) O funcionamento em justaposição com outra disciplina; d) A abordagem, no âmbito das diferentes disciplinas da matriz, dos temas e projetos, sob coordenação de um dos professores da turma ou grupo de alunos. | | | | |
| Disciplinas da Componente de Formação Científica | | | | |
| - História da Cultura e das Artes (135 min.) - Formação Musical (90 min.) - ou (180 min.) (no caso do Curso Secundário de Canto, é aplicada a carga horária máxima de 180 min. na disciplina de Formação Musical aos alunos que não são detentores do 5º grau da disciplina de Formação Musical, em função da aferição resultante da prova de acesso ao curso e enquanto o professor considerer que se justifica) - Análise e Técnicas de Composição (135 min.) | - História da Cultura e das Artes (135 min.) - Formação Musical (90 min.) - ou (180 min.) (no caso do Curso Secundário de Canto, é aplicada a carga horária máxima de 180 min. na disciplina de Formação Musical aos alunos que não são detentores do 5º grau da disciplina de Formação Musical, em função da aferição resultante da prova de acesso ao curso e enquanto o professor considerer que se justifica) - Análise e Técnicas de Composição (135 min.) | - História da Cultura e das Artes (135 min.) - Formação Musical (90 min.) - ou (180 min.) (no caso do Curso Secundário de Canto, é aplicada a carga horária máxima de 180 min. na disciplina de Formação Musical aos alunos que não são detentores do 5º grau da disciplina de Formação Musical, em função da aferição resultante da prova de acesso ao curso e enquanto o professor considerer que se justifica) - Análise e Técnicas de Composição (135 min.) | - História da Cultura e das Artes (135 min.) - Formação Musical (90 min.) - ou (180 min.) (no caso do Curso Secundário de Canto, é aplicada a carga horária máxima de 180 min. na disciplina de Formação Musical aos alunos que não são detentores do 5º grau da disciplina de Formação Musical, em função da aferição resultante da prova de acesso ao curso e enquanto o professor considerer que se justifica) - Análise e Técnicas de Composição (135 min.) | - História da Cultura e das Artes (135 min.) - Formação Musical (90 min.) - ou (180 min.) (no caso do Curso Secundário de Canto, é aplicada a carga horária máxima de 180 min. na disciplina de Formação Musical aos alunos que não são detentores do 5º grau da disciplina de Formação Musical, em função da aferição resultante da prova de acesso ao curso e enquanto o professor considerer que se justifica) - Análise e Técnicas de Composição (135 min.) |
| Disciplinas da Componente de Formação Técnica Artística | | | | |
| Curso Secundário de Música | | | | |
| - Instrumento / Educação Vocal / Composição (90 min.) (Consoante a variante do curso escolhida: Instrumento, Formação Musical ou Composição, o aluno frequenta, respetivamente, a disciplina de Instrumento, de Educação Vocal ou de Composição) (Em Educação Vocal a carga horária semanal pode, por questões pedagógicas ou de gestão de horários, ser repartida igualmente entre os alunos. Caso o não seja, metade da carga horária desta disciplina poderá ser transferida para a lecionação da disciplina de Instrumento de Tecla) - Classes de Conjunto (135 min.) 1. Coro 2. Música de Câmara 3. Orquestra.                                                               | - Instrumento / Educação Vocal / Composição (90 min.) (Consoante a variante do curso escolhida: Instrumento, Formação Musical ou Composição, o aluno frequenta, respetivamente, a disciplina de Instrumento, de Educação Vocal ou de Composição) (Em Educação Vocal a carga horária semanal pode, por questões pedagógicas ou de gestão de horários, ser repartida igualmente entre os alunos. Caso o não seja, metade da carga horária desta disciplina poderá ser transferida para a lecionação da disciplina de Instrumento de Tecla) - Classes de Conjunto (135 min.) 1. Coro 2. Música de Câmara 3. Orquestra.                                                               | - Instrumento / Educação Vocal / Composição (90 min.) (Consoante a variante do curso escolhida: Instrumento, Formação Musical ou Composição, o aluno frequenta, respetivamente, a disciplina de Instrumento, de Educação Vocal ou de Composição) (Em Educação Vocal a carga horária semanal pode, por questões pedagógicas ou de gestão de horários, ser repartida igualmente entre os alunos. Caso o não seja, metade da carga horária desta disciplina poderá ser transferida para a lecionação da disciplina de Instrumento de Tecla) - Classes de Conjunto (135 min.) 1. Coro 2. Música de Câmara 3. Orquestra.                                                               | - Instrumento / Educação Vocal / Composição (90 min.) (Consoante a variante do curso escolhida: Instrumento, Formação Musical ou Composição, o aluno frequenta, respetivamente, a disciplina de Instrumento, de Educação Vocal ou de Composição) (Em Educação Vocal a carga horária semanal pode, por questões pedagógicas ou de gestão de horários, ser repartida igualmente entre os alunos. Caso o não seja, metade da carga horária desta disciplina poderá ser transferida para a lecionação da disciplina de Instrumento de Tecla) - Classes de Conjunto (135 min.) 1. Coro 2. Música de Câmara 3. Orquestra. | - Instrumento / Educação Vocal / Composição (90 min.) (Consoante a variante do curso escolhida: Instrumento, Formação Musical ou Composição, o aluno frequenta, respetivamente, a disciplina de Instrumento, de Educação Vocal ou de Composição) (Em Educação Vocal a carga horária semanal pode, por questões pedagógicas ou de gestão de horários, ser repartida igualmente entre os alunos. Caso o não seja, metade da carga horária desta disciplina poderá ser transferida para a lecionação da disciplina de Instrumento de Tecla) - Classes de Conjunto (135 min.) 1. Coro 2. Música de Câmara 3. Orquestra. |
| - Instrumento / Educação Vocal / Composição (90 min.) (Consoante a variante do curso escolhida: Instrumento, Formação Musical ou Composição, o aluno frequenta, respetivamente, a disciplina de Instrumento, de Educação Vocal ou de Composição) (Em Educação Vocal a carga horária semanal pode, por questões pedagógicas ou de gestão de horários, ser repartida igualmente entre os alunos. Caso o não seja, metade da carga horária desta disciplina poderá ser transferida para a lecionação da disciplina de Instrumento de Tecla) - Classes de Conjunto (135 min.) 1. Coro 2. Música de Câmara 3. Orquestra.                                                               | Disciplina de Opção (se escolhe 1) | - Baixo Contínuo (45/90 min.) - Acompanhamento e Improvisação (45/90 min.) - Técnicas Teatrais (45/90 min.) | Disciplina de Opção (se escolhe 1) | - Baixo Contínuo (45/90 min.) - Acompanhamento e Improvisação (45/90 min.) - Técnicas Teatrais (45/90 min.) |
| As matrizes curriculares-base incluem na componente de formação científica, duas ou três disciplinas trienais, na componente de formação técnica artística, duas a três disciplinas trienais e uma disciplina bienal de opção nos 11.º e 12.º anos, podendo ainda ser criada uma disciplina de Oferta Complementar. Sem prejuízo destas regras, a Disciplina de Opção pode ser igualmente frequentada, nos 10.º e 11.º anos, em vez dos 11.º e 12.º anos. | | | | |
| Curso Secundário de Canto | | | | |
| - Canto (90 min.) - Classes de Conjunto (135 min.) - Coro - Música de Câmara - Estúdio de Ópera - Línguas de Repertório (180 min.) - Alemão - Italiano (A distribuição da carga horária semanal entre as duas disciplinas de Línguas de Repertório é da responsabilidade de cada escola) | - Canto (90 min.) - Classes de Conjunto (135 min.) - Coro - Música de Câmara - Estúdio de Ópera - Línguas de Repertório (180 min.) - Alemão - Italiano (A distribuição da carga horária semanal entre as duas disciplinas de Línguas de Repertório é da responsabilidade de cada escola) | - Canto (90 min.) - Classes de Conjunto (135 min.) - Coro - Música de Câmara - Estúdio de Ópera - Línguas de Repertório (180 min.) - Alemão - Italiano (A distribuição da carga horária semanal entre as duas disciplinas de Línguas de Repertório é da responsabilidade de cada escola) | - Canto (90 min.) - Classes de Conjunto (135 min.) - Coro - Música de Câmara - Estúdio de Ópera - Línguas de Repertório (180 min.) - Alemão - Italiano (A distribuição da carga horária semanal entre as duas disciplinas de Línguas de Repertório é da responsabilidade de cada escola) | - Canto (90 min.) - Classes de Conjunto (135 min.) - Coro - Música de Câmara - Estúdio de Ópera - Línguas de Repertório (180 min.) - Alemão - Italiano (A distribuição da carga horária semanal entre as duas disciplinas de Línguas de Repertório é da responsabilidade de cada escola) |
| - Canto (90 min.) - Classes de Conjunto (135 min.) - Coro - Música de Câmara - Estúdio de Ópera - Línguas de Repertório (180 min.) - Alemão - Italiano (A distribuição da carga horária semanal entre as duas disciplinas de Línguas de Repertório é da responsabilidade de cada escola) | Disciplina de Opção (se escolhe 1) | - Prática de Canto Gregoriano (45 min.) - Arte de Representar (45 min.) - Instrumento de Tecla (45 min.) - Correpetição (45 min.) | Disciplina de Opção (se escolhe 1) | - Prática de Canto Gregoriano (45 min.) - Arte de Representar (45 min.) - Instrumento de Tecla (45 min.) - Correpetição (45 min.) |
| As matrizes curriculares-base incluem na componente de formação científica, duas ou três disciplinas trienais, na componente de formação técnica artística, duas a três disciplinas trienais e uma disciplina bienal de opção nos 11.º e 12.º anos, podendo ainda ser criada uma disciplina de Oferta Complementar. Sem prejuízo destas regras, a Disciplina de Opção pode ser igualmente frequentada, nos 10.º e 11.º anos, em vez dos 11.º e 12.º anos. | | | | |
| Curso Secundário de Canto Gregoriano | | | | |
| - Canto Gregoriano (90 min.) - Classes de Conjunto (135 min.) - Coro - Música de Câmara - Técnica Vocal (90 min.) (A carga horária semanal de Técnica Vocal é lecionada a grupos de (2) dois alunos, podendo, por questões pedagógicas ou de gestão de horários, ser repartida igualmente entre eles) | - Canto (90 min.) - Classes de Conjunto (135 min.) - Coro - Música de Câmara - Estúdio de Ópera - Línguas de Repertório (180 min.) - Alemão - Italiano (A distribuição da carga horária semanal entre as duas disciplinas de Línguas de Repertório é da responsabilidade de cada escola) | - Canto (90 min.) - Classes de Conjunto (135 min.) - Coro - Música de Câmara - Estúdio de Ópera - Línguas de Repertório (180 min.) - Alemão - Italiano (A distribuição da carga horária semanal entre as duas disciplinas de Línguas de Repertório é da responsabilidade de cada escola) | - Canto (90 min.) - Classes de Conjunto (135 min.) - Coro - Música de Câmara - Estúdio de Ópera - Línguas de Repertório (180 min.) - Alemão - Italiano (A distribuição da carga horária semanal entre as duas disciplinas de Línguas de Repertório é da responsabilidade de cada escola) | - Canto (90 min.) - Classes de Conjunto (135 min.) - Coro - Música de Câmara - Estúdio de Ópera - Línguas de Repertório (180 min.) - Alemão - Italiano (A distribuição da carga horária semanal entre as duas disciplinas de Línguas de Repertório é da responsabilidade de cada escola) |
| - Canto Gregoriano (90 min.) - Classes de Conjunto (135 min.) - Coro - Música de Câmara - Técnica Vocal (90 min.) (A carga horária semanal de Técnica Vocal é lecionada a grupos de (2) dois alunos, podendo, por questões pedagógicas ou de gestão de horários, ser repartida igualmente entre eles) | Disciplina de Opção (se escolhe 1) | - Instrumento de Tecla (45/90 min.) - Coro Gregoriano (45/90 min.) | Disciplina de Opção (se escolhe 1) | - Instrumento de Tecla (45/90 min.) - Coro Gregoriano (45/90 min.) |
| As matrizes curriculares-base incluem na componente de formação científica, duas ou três disciplinas trienais, na componente de formação técnica artística, duas a três disciplinas trienais e uma disciplina bienal de opção nos 11.º e 12.º anos, podendo ainda ser criada uma disciplina de Oferta Complementar. Sem prejuízo destas regras, a Disciplina de Opção pode ser igualmente frequentada, nos 10.º e 11.º anos, em vez dos 11.º e 12.º anos. | | | | |
| Disciplina de Oferta Complementar (pode estar integrada, consoante a sua natureza, na Componente de Formação Científica ou na Componente Técnica Artística) | | | | |
| - Oferta Complementar (90 min.) | - Oferta Complementar (90 min.) | - Oferta Complementar (90 min.) | - Oferta Complementar (90 min.) | - Oferta Complementar (90 min.) |
| Disciplina a ser criada de acordo com os recursos das escolas e de oferta facultativa, com uma carga horária até 90 minutos, ou com a carga máxima indicada a ser aplicada na lecionação de duas disciplinas, não podendo ser ultrapassado o número máximo de disciplinas permitido na matriz dos cursos artísticos especializados. Caso as escolas não pretendam lecionar nenhuma disciplina de Oferta Complementar, poderão lecionar duas disciplinas de opção nos termos em que as mesmas ocorrem, ou reforçar uma ou mais disciplinas das componentes de formação científica ou técnica artística.                                                                            | | | | |

a: Escolhe-se uma língua estrangeira. Se tiver estudado apenas uma língua estrangeira no ensino básico, iniciará obrigatoriamente uma segunda língua no ensino secundário. No caso de o aluno iniciar uma segunda língua, tomando em conta as disponibilidades da escola, poderá cumulativamente dar continuidade à Língua Estrangeira I como disciplina facultativa, com a aceitação expressa do acréscimo da carga horária.
Aos alunos recém integrados no ensino secundário, provenientes de sistemas educativos estrangeiros, cuja língua materna não é o Português, e que no seu percurso escolar apenas estudaram uma língua estrangeira, aplica-se o seguinte: a) Reconhecimento da língua materna do aluno. b) Reforço da aprendizagem do Português, designadamente como PLNM. c) Dispensa da obrigatoriedade de iniciar uma segunda língua estrangeira, visando o reforço do previsto na alínea anterior. d) Continuidade da aprendizagem da língua estrangeira do sistema de ensino de origem do aluno (LE I), desde que esta seja oferecida no sistema educativo português. e) Possibilidade do aluno iniciar, no 10.º ano de escolaridade, uma nova língua estrangeira (LE II), desde que esta não coincida com a sua língua materna.
b: A disciplina de Português pode ser substituída pela disciplina de Português Língua Segunda (L2), para alunos que tenham surdez cuja Língua Materna (LM) e a Língua Primeira (L1) seja a Língua Gestual Portuguesa (LGP).
c: A disciplina de Português pode ser substituída pela disciplina de Português Língua Não Materna (P.L.N.M.), desde que o aluno esteja inserido em nível de iniciação (A1 ou A2) ou no nível intermédio (B1) do Quadro Europeu Comum de Referência para as Línguas (QECR).

### Domínio de Dança
Os cursos artísticos especializados do domínio de Dança são percursos educativos existentes tanto no ensino básico quanto no ensino secundário, sendo que as escolas também podem oferecer no 1.º ciclo do ensino básico uma aprendizagem ao nível das Iniciações em Dança e em Música. No nível secundário têm a duração de três anos letivos, de acordo com a Portaria n.º 229-A/2018, de 14 de agosto.
Nos cursos artísticos especializados do domínio de Dança não existe a disciplina de Educação Física.
| 10.º ANO DO SECUNDÁRIO | 11.º ANO DO SECUNDÁRIO | 11.º ANO DO SECUNDÁRIO | 12.º ANO DO SECUNDÁRIO | 12.º ANO DO SECUNDÁRIO |
| Disciplinas Comuns da Componente de Formação Geral | Disciplinas Comuns da Componente de Formação Geral | Disciplinas Comuns da Componente de Formação Geral | Disciplinas Comuns da Componente de Formação Geral | Disciplinas Comuns da Componente de Formação Geral |
| --- | --- | --- | --- | --- |
| - - Português (180 minutos) - ou Língua Gestual Portuguesa (LGP) e Português Língua Segunda (L2) b (disciplina de oferta obrigatória para alunos surdos) - ou Português Língua Não Materna (P.L.N.M.) c - Língua Estrangeira I, II ou III (150 min.) a - Alemão - Francês - Mandarim - Inglês - Espanhol - Filosofia (150 min.) - Língua e Cultura Mirandesa (disciplina de oferta obrigatória e de frequência facultativa para os alunos de Miranda do Douro, de acordo com a Lei n.º 7/99 de 29 de janeiro e o Despacho Normativo n.º 35/99) - Educação Moral e Religiosa (90 min.) (disciplina de oferta obrigatória e de frequência facultativa) | - - Português (180 minutos) - ou Língua Gestual Portuguesa (LGP) e Português Língua Segunda (L2) b (disciplina de oferta obrigatória para alunos surdos) - ou Português Língua Não Materna (P.L.N.M.) c - Língua Estrangeira I, II ou III (150 min.) a - Alemão - Francês - Mandarim - Inglês - Espanhol - Filosofia (150 min.) - Língua e Cultura Mirandesa (disciplina de oferta obrigatória e de frequência facultativa para os alunos de Miranda do Douro, de acordo com a Lei n.º 7/99 de 29 de janeiro e o Despacho Normativo n.º 35/99) - Educação Moral e Religiosa (90 min.) (disciplina de oferta obrigatória e de frequência facultativa) | - - Português (180 minutos) - ou Língua Gestual Portuguesa (LGP) e Português Língua Segunda (L2) b (disciplina de oferta obrigatória para alunos surdos) - ou Português Língua Não Materna (P.L.N.M.) c - Língua Estrangeira I, II ou III (150 min.) a - Alemão - Francês - Mandarim - Inglês - Espanhol - Filosofia (150 min.) - Língua e Cultura Mirandesa (disciplina de oferta obrigatória e de frequência facultativa para os alunos de Miranda do Douro, de acordo com a Lei n.º 7/99 de 29 de janeiro e o Despacho Normativo n.º 35/99) - Educação Moral e Religiosa (90 min.) (disciplina de oferta obrigatória e de frequência facultativa) | - - Português (200 minutos) - ou Língua Gestual Portuguesa (LGP) e Português Língua Segunda (L2) b (disciplina de oferta obrigatória para alunos surdos) - ou Português Língua Não Materna (P.L.N.M.) c - Educação Física (150 min.) - Língua e Cultura Mirandesa (disciplina de oferta obrigatória e de frequência facultativa para os alunos de Miranda do Douro, de acordo com a Lei n.º 7/99 de 29 de janeiro e o Despacho Normativo n.º 35/99) - Educação Moral e Religiosa (90 min.) (disciplina de oferta obrigatória e de frequência facultativa) | - - Português (200 minutos) - ou Língua Gestual Portuguesa (LGP) e Português Língua Segunda (L2) b (disciplina de oferta obrigatória para alunos surdos) - ou Português Língua Não Materna (P.L.N.M.) c - Educação Física (150 min.) - Língua e Cultura Mirandesa (disciplina de oferta obrigatória e de frequência facultativa para os alunos de Miranda do Douro, de acordo com a Lei n.º 7/99 de 29 de janeiro e o Despacho Normativo n.º 35/99) - Educação Moral e Religiosa (90 min.) (disciplina de oferta obrigatória e de frequência facultativa) |
| Componente de Formação de Cidadania e Desenvolvimento | | | | |
| De acordo com o n.º 4 do artigo 15.º do Decreto-Lei n.º 55/2018 de 6 de julho, a escola decide a forma como implementa a componente de Cidadania e Desenvolvimento, podendo, entre outras opções, adotar: a) A oferta como disciplina autónoma; b) A prática de coadjuvação, no âmbito de uma disciplina; c) O funcionamento em justaposição com outra disciplina; d) A abordagem, no âmbito das diferentes disciplinas da matriz, dos temas e projetos, sob coordenação de um dos professores da turma ou grupo de alunos. | | | | |
| Disciplinas da Componente de Formação Científica | | | | |
| - História da Cultura e das Artes (135 min.) - Música (90 min.) | - História da Cultura e das Artes (135 min.) - Música (90 min.) | - História da Cultura e das Artes (135 min.) - Música (90 min.) | - História da Cultura e das Artes (135 min.) - Música (90 min.) | - História da Cultura e das Artes (135 min.) - Música (90 min.) |
| Disciplinas da Componente de Formação Técnica Artística | | | | |
| - Técnicas de Dança (900 min.) - Técnicas de Dança Clássica (inclui Repertório Clássico e Pas-de-Deux) - Técnicas de Dança Contemporânea (inclui Repertório Contemporâneo) (a distribuição no horário da carga horária semanal entre estas duas disciplinas técnicas é da responsabilidade de cada escola) | - Técnicas de Dança (900 min.) - Técnicas de Dança Clássica (inclui Repertório Clássico e Pas-de-Deux) - Técnicas de Dança Contemporânea (inclui Repertório Contemporâneo) (a distribuição no horário da carga horária semanal entre estas duas disciplinas técnicas é da responsabilidade de cada escola) | - Técnicas de Dança (900 min.) - Técnicas de Dança Clássica (inclui Repertório Clássico e Pas-de-Deux) - Técnicas de Dança Contemporânea (inclui Repertório Contemporâneo) (a distribuição no horário da carga horária semanal entre estas duas disciplinas técnicas é da responsabilidade de cada escola) | - Técnicas de Dança (1080 min.) - Técnicas de Dança Clássica (inclui Repertório Clássico e Pas-de-Deux) - Técnicas de Dança Contemporânea (inclui Repertório Contemporâneo) (a distribuição no horário da carga horária semanal entre estas duas disciplinas técnicas é da responsabilidade de cada escola) | - Técnicas de Dança (1080 min.) - Técnicas de Dança Clássica (inclui Repertório Clássico e Pas-de-Deux) - Técnicas de Dança Contemporânea (inclui Repertório Contemporâneo) (a distribuição no horário da carga horária semanal entre estas duas disciplinas técnicas é da responsabilidade de cada escola) |
| - Técnicas de Dança (900 min.) - Técnicas de Dança Clássica (inclui Repertório Clássico e Pas-de-Deux) - Técnicas de Dança Contemporânea (inclui Repertório Contemporâneo) (a distribuição no horário da carga horária semanal entre estas duas disciplinas técnicas é da responsabilidade de cada escola) | Disciplina de Opção (se escolhe 1) | - Composição (90/180 min.) - Técnicas Teatrais (90/180 min.) | Disciplina de Opção (se escolhe 1) | - Composição (90/180 min.) - Técnicas Teatrais (90/180 min.) |
| As matrizes curriculares-base incluem na componente de formação científica, duas ou três disciplinas trienais, na componente de formação técnica artística, duas a três disciplinas trienais e uma disciplina bienal de opção nos 11.º e 12.º anos, podendo ainda ser criada uma disciplina de Oferta Complementar. Sem prejuízo destas regras, a Disciplina de Opção pode ser igualmente frequentada, nos 10.º e 11.º anos, em vez dos 11.º e 12.º anos. | | | | |
| Disciplina Facultativa de Oferta Complementar (pode estar integrada, consoante a sua natureza, na Componente de Formação Científica ou na Componente Técnica Artística) | | | | |
| - Oferta Complementar (90 min.) | - Oferta Complementar (90 min.) | - Oferta Complementar (90 min.) | - Oferta Complementar (90 min.) | - Oferta Complementar (90 min.) |
| Disciplina a ser criada de acordo com os recursos das escolas e de oferta facultativa, com uma carga horária até 90 minutos, ou com a carga máxima indicada a ser aplicada na lecionação de duas disciplinas, não podendo ser ultrapassado o número máximo de disciplinas permitido na matriz dos cursos artísticos especializados. Caso as escolas não pretendam lecionar nenhuma disciplina de Oferta Complementar, poderão lecionar duas disciplinas de opção nos termos em que as mesmas ocorrem, ou reforçar uma ou mais disciplinas das componentes de formação científica ou técnica artística.                                               | | | | |
| Disciplina de Formação em Contexto de Trabalho (FCT) | | | | |
| | | | - Formação em Contexto de Trabalho (7920 min.) (caso ocorra concentradamente não deverá ultrapassar as 35 horas semanais) | |

a: Escolhe-se uma língua estrangeira. Se tiver estudado apenas uma língua estrangeira no ensino básico, iniciará obrigatoriamente uma segunda língua no ensino secundário. No caso de o aluno iniciar uma segunda língua, tomando em conta as disponibilidades da escola, poderá cumulativamente dar continuidade à Língua Estrangeira I como disciplina facultativa, com a aceitação expressa do acréscimo da carga horária.
Aos alunos recém integrados no ensino secundário, provenientes de sistemas educativos estrangeiros, cuja língua materna não é o Português, e que no seu percurso escolar apenas estudaram uma língua estrangeira, aplica-se o seguinte: a) Reconhecimento da língua materna do aluno. b) Reforço da aprendizagem do Português, designadamente como PLNM. c) Dispensa da obrigatoriedade de iniciar uma segunda língua estrangeira, visando o reforço do previsto na alínea anterior. d) Continuidade da aprendizagem da língua estrangeira do sistema de ensino de origem do aluno (LE I), desde que esta seja oferecida no sistema educativo português. e) Possibilidade do aluno iniciar, no 10.º ano de escolaridade, uma nova língua estrangeira (LE II), desde que esta não coincida com a sua língua materna.
b: A disciplina de Português pode ser substituída pela disciplina de Português Língua Segunda (L2), para alunos que tenham surdez cuja Língua Materna (LM) e a Língua Primeira (L1) seja a Língua Gestual Portuguesa (LGP).
c: A disciplina de Português pode ser substituída pela disciplina de Português Língua Não Materna (P.L.N.M.), desde que o aluno esteja inserido em nível de iniciação (A1 ou A2) ou no nível intermédio (B1) do Quadro Europeu Comum de Referência para as Línguas (QECR).

### Condições de Ingresso e Regimes de Funcionamento

#### Cursos do Domínio de Artes Visuais e Audiovisuais
Nos termos do art. 45º da Portaria n.º 232-A/2018, na matrícula ou renovação de matrícula pela primeira vez no 10.º ano do secundário, é dada prioridade aos candidatos que obtiveram a melhor classificação final na disciplina de Educação Visual do ensino básico, aplicando-se, em caso de igualdade de classificações, as restantes prioridades de matrícula definidas na lei e na respetiva regulamentação específica.

#### Cursos dos Domínios de Música e de Dança
Nos termos do art. 46º da Portaria n.º 229-A/2018, o ingresso nos cursos secundários dos Domínios de Música e de Dança, faz-se mediante a realização de uma Prova de Acesso com caráter eliminatório. A prova é da responsabilidade das escolas que ministram as componentes científica e técnica artística. O modelo da prova e os respetivos critérios de avaliação são aprovados pelo conselho pedagógico e afixados na escola em local apropriado para o efeito, com uma antecedência mínima de 30 dias sobre a data de início de realização das provas. Por decisão do órgão de direção da escola do ensino artístico especializado podem ser considerados os resultados obtidos nas provas globais nas disciplinas da componente de formação artística especializada de 9.º ano de escolaridade, para efeitos de ingresso nos cursos secundários, desde que as mesmas tenham sido realizadas na escola à qual o aluno se candidata.
|                          | Curso | Curso | Curso |
| ------------------------ | --- | --- | --- |
| Regimes de Funcionamento | Curso Secundário de Música | Curso Secundário de Canto | Curso Secundário de Canto Gregoriano |
| Regime Integrado (RI)    | Matrícula possível desde que em todas as disciplinas das componentes de formação científica e técnica artística seja assegurada a frequência do ano ou grau correspondente ou mais avançado relativamente ao ano de escolaridade que frequentam na escola de ensino geral, sem prejuízo das situações decorrentes de reorientações de percursos formativos.             | Matrícula possível desde que em todas as disciplinas das componentes de formação científica e técnica artística seja assegurada a frequência do ano ou grau correspondente ou mais avançado relativamente ao ano de escolaridade que frequentam na escola de ensino geral, sem prejuízo das situações decorrentes de reorientações de percursos formativos. | Matrícula possível desde que em todas as disciplinas das componentes de formação científica e técnica artística seja assegurada a frequência do ano ou grau correspondente ou mais avançado relativamente ao ano de escolaridade que frequentam na escola de ensino geral, sem prejuízo das situações decorrentes de reorientações de percursos formativos. |
| Regime Articulado (RA)   | Matrícula possível desde que em todas as disciplinas das componentes de formação científica e técnica artística seja assegurada a frequência do ano ou grau correspondente ou mais avançado relativamente ao ano de escolaridade que frequentam na escola de ensino geral, sem prejuízo das situações decorrentes de reorientações de percursos formativos.             | Matrícula possível desde que em todas as disciplinas das componentes de formação científica e técnica artística seja assegurada a frequência do ano ou grau correspondente ou mais avançado relativamente ao ano de escolaridade que frequentam na escola de ensino geral, sem prejuízo das situações decorrentes de reorientações de percursos formativos. | Matrícula possível desde que em todas as disciplinas das componentes de formação científica e técnica artística seja assegurada a frequência do ano ou grau correspondente ou mais avançado relativamente ao ano de escolaridade que frequentam na escola de ensino geral, sem prejuízo das situações decorrentes de reorientações de percursos formativos. |
| Regime Supletivo (RS)    | Matrícula possível desde que com idade não superior a 18 anos, em 31 de agosto do ano letivo anterior àquele em que se matriculam, desde que o ano ou grau de todas as disciplinas frequentadas, das componentes de formação científica e técnica artística, tenha um desfasamento anterior não superior a dois anos, relativamente ao ano de escolaridade frequentado. | Matrícula possível desde que com idade não superior a 23 anos de idade, em 31 de agosto do ano letivo anterior àquele em que se matriculam, independentemente do ano e nível de escolaridade frequentado. | Matrícula possível desde que com idade não superior a 23 anos de idade, em 31 de agosto do ano letivo anterior àquele em que se matriculam, independentemente do ano e nível de escolaridade frequentado. |

|                          | Curso |
| ------------------------ | --- |
| Regimes de Funcionamento | Curso Secundário de Dança |
| Regime Integrado (RI)    | Matrícula possível desde que em todas as disciplinas das componentes de formação científica e técnica artística seja assegurada a frequência do ano correspondente ou mais avançado relativamente ao ano de escolaridade que frequentam na escola de ensino geral, sem prejuízo das situações decorrentes de reorientações de percursos formativos. |
| Regime Articulado (RA)   | Matrícula possível desde que em todas as disciplinas das componentes de formação científica e técnica artística seja assegurada a frequência do ano correspondente ou mais avançado relativamente ao ano de escolaridade que frequentam na escola de ensino geral, sem prejuízo das situações decorrentes de reorientações de percursos formativos. |
| Regime Supletivo (RS)    | Este regime não existe no Curso Secundário de Dança. |

### Disciplinas passíveis de substituição
Nos termos da Portaria n.º 229-A/2018, de 14 de agosto e da Portaria n.º 232-A/2018, de 20 de agosto, e de forma a permitir uma maior racionalização dos recursos humanos e materiais das escolas e flexibilidade nas matrizes curriculares-base dos Cursos Artísticos Especializados é permitida a possibilidade de cada disciplina da componente de formação científica ser substituída e funcionar em simultâneo com os alunos da:
- Disciplina da formação específica correspondente dos Cursos Científico-Humanísticos

- Disciplina correspondente dos Cursos Profissionais

|                                                                                    |                                                  | Cursos Científico-Humanísticos  | Cursos Científico-Humanísticos | Cursos Científico-Humanísticos           | Cursos Científico-Humanísticos | Cursos Científico-Humanísticos | Cursos Profissionais | Cursos Profissionais            | Cursos Profissionais |
| ---------------------------------------------------------------------------------- | ------------------------------------------------ | ------------------------------- | ------------------------------ | ---------------------------------------- | ------------------------------ | ------------------------------ | -------------------- | ------------------------------- | -------------------- |
| Disciplinas da Componente de Formação Científica                                   | Disciplinas da Componente de Formação Científica | Geometria Descritiva A (bienal) | História A (trienal)           | História da Cultura e das Artes (bienal) | Matemática A (trienal)         | Matemática B (bienal)          | Geometria Descritiva | História da Cultura e das Artes | Matemática 300/200 h |
| Cursos Artísticos Especializados do Domínio de de Artes Visuais e dos Audiovisuais | Geometria Descritiva A                           |                                 |                                |                                          |                                |                                | ✓                    |                                 |                      |
| Cursos Artísticos Especializados do Domínio de de Artes Visuais e dos Audiovisuais | Geometria Descritiva B                           | ✓                               |                                |                                          |                                |                                | ✓                    |                                 |                      |
| Cursos Artísticos Especializados do Domínio de de Artes Visuais e dos Audiovisuais | História da Cultura e das Artes                  |                                 | ✓                              | ✓                                        |                                |                                |                      | ✓                               |                      |
| Cursos Artísticos Especializados do Domínio de de Artes Visuais e dos Audiovisuais | Matemática                                       |                                 |                                |                                          | ✓                              | ✓                              |                      |                                 | ✓                    |

|                                                                             |                                                  | Cursos Científico-Humanísticos | Cursos Científico-Humanísticos           | Cursos Profissionais            | Cursos Profissionais     |
| --------------------------------------------------------------------------- | ------------------------------------------------ | ------------------------------ | ---------------------------------------- | ------------------------------- | ------------------------ |
| Disciplinas da Componente de Formação Científica                            | Disciplinas da Componente de Formação Científica | História A (trienal)           | História da Cultura e das Artes (bienal) | História da Cultura e das Artes | Teoria e Análise Musical |
| Cursos Artísticos Especializados do Domínio de Música e do Domínio de Dança | Análise e Técnicas de Composição                 |                                |                                          |                                 | ✓                        |
| Cursos Artísticos Especializados do Domínio de Música e do Domínio de Dança | História da Cultura e das Artes                  | ✓                              | ✓                                        | ✓                               |                          |

## Cursos científico-humanísticos
Segundo o estabelecido no Decreto-Lei n.º 55/2018 de 6 de julho, que revogou o Decreto-Lei n.º 139/2012 de 5 de julho, os cursos científico-humanísticos estudam-se durante três anos letivos, normalmente na continuação da educação básica.
A organização dos cursos científico-humanísticos depende das escolas que exercem a sua autonomia e flexibilidade curricular, embora o Ministério da Educação ofereça um quadro comum. De acordo com este, existem quatro ofertas educativas distintas de cursos científico-humanísticos: Artes Visuais, Ciências e Tecnologias, Línguas e Humanidades e Ciências Socioeconómicas.
Tomando por referência a matriz curricular-base e as opções relativas à autonomia e flexibilidade curricular, as escolas organizam o trabalho de integração e articulação curricular com vista ao desenvolvimento do Perfil dos Alunos à Saída da Escolaridade Obrigatória. As escolas organizam os tempos letivos na unidade temporal que considerem mais adequada.
A carga horária semanal indicada constitui uma referência para cada componente educativa. A organização do funcionamento das disciplinas pode ocorrer de um modo semestral, trimestral, ou outro, de acordo com a alínea e) do n.º 2 do artigo 19.º do Decreto-Lei n.º 55/2018 de 6 de julho.
| 10.º ANO DO SECUNDÁRIO | 10.º ANO DO SECUNDÁRIO |
| Disciplinas Comuns da Componente Educativa Geral | Disciplinas Comuns da Componente Educativa Geral |
| --- | --- |
| - - Português (3h) - ou Português Língua Segunda (L2) (3h) d (disciplina de oferta obrigatória para alunos surdos) - ou Português Língua Não Materna (P.L.N.M.) (3h) e - Educação Física (2h30) - Filosofia (2h30) - Língua e Cultura Mirandesa (disciplina de oferta obrigatória e de frequência facultativa para os alunos de Miranda do Douro, de acordo com a Lei n.º 7/99 de 29 de janeiro e o Despacho Normativo n.º 35/99) - Língua Estrangeira I, II ou III (2h30) a - Alemão - Francês - Mandarim - Inglês - Espanhol - Educação Moral e Religiosa (1h30) (disciplina de oferta obrigatória e de frequência facultativa) | |
| Componente Educativa de Cidadania e Desenvolvimento | |
| De acordo com o n.º 4 do artigo 15.º do Decreto-Lei n.º 55/2018 de 6 de julho, a escola decide a forma como implementa a componente de Cidadania e Desenvolvimento, podendo, entre outras opções, adotar: a) A oferta como disciplina autónoma; b) A prática de coadjuvação, no âmbito de uma disciplina; c) O funcionamento em justaposição com outra disciplina; d) A abordagem, no âmbito das diferentes disciplinas da matriz, dos temas e projetos, sob coordenação de um dos professores da turma ou grupo de alunos. | |
| Disciplinas da Componente Educativa Específica (em cada curso se escolhem um mínimo de três) | |
| Artes Visuais | |
| - Desenho A (4h10) | |
| Disciplinas de Opção (se escolhem um mínimo de 2) | - História da Cultura e das Artes (4h30) - Geometria Descritiva A (4h30) - Matemática B (4h30) |
| Ciências e Tecnologias | |
| - Matemática A (4h10) | |
| Disciplinas de Opção (se escolhem um mínimo de 2) | - Física e Química A (5h15) - Biologia e Geologia (5h15) - Geometria Descritiva (4h30) |
| Línguas e Humanidades | |
| - História A (4h10) | |
| Disciplinas de Opção (se escolhem um mínimo de 2) | - Matemática Aplicadas às Ciências Sociais (4h30) - Geografia A (4h30) - Latim A (4h30) - Literatura Portuguesa (4h30) - Língua Estrangeira I, II ou III (4h30) (Alemão, Francês, Mandarim, Inglês e Espanhol) |
| Ciências Socioeconómicas | |
| - Matemática A (4h10) | |
| Disciplinas de Opção (se escolhem um mínimo de 2) | - História B (4h30) - Geografia A (4h30) - Economia A (4h30) |

| 11.º ANO DO SECUNDÁRIO | 11.º ANO DO SECUNDÁRIO |
| Disciplinas Comuns da Componente Educativa Geral | Disciplinas Comuns da Componente Educativa Geral |
| --- | --- |
| - - Português (3h) - ou Português Língua Segunda (L2) (3h) d (disciplina de oferta obrigatória para alunos surdos) - ou Português Língua Não Materna (P.L.N.M.) (3h) e - Educação Física (2h30) - Filosofia (2h30) - Língua e Cultura Mirandesa (disciplina de oferta obrigatória e de frequência facultativa para os alunos de Miranda do Douro, de acordo com a Lei n.º 7/99 de 29 de janeiro e o Despacho Normativo n.º 35/99) - Língua Estrangeira I, II ou III (2h30) a - Alemão - Francês - Mandarim - Inglês - Espanhol - Educação Moral e Religiosa (1h30) (disciplina de oferta obrigatória e de frequência facultativa) | |
| Componente Educativa de Cidadania e Desenvolvimento | |
| De acordo com o n.º 4 do artigo 15.º do Decreto-Lei n.º 55/2018 de 6 de julho, a escola decide a forma como implementa a componente de Cidadania e Desenvolvimento, podendo, entre outras opções, adotar: a) A oferta como disciplina autónoma; b) A prática de coadjuvação, no âmbito de uma disciplina; c) O funcionamento em justaposição com outra disciplina; d) A abordagem, no âmbito das diferentes disciplinas da matriz, dos temas e projetos, sob coordenação de um dos professores da turma ou grupo de alunos. | |
| Disciplinas da Componente Educativa Específica (em cada curso se escolhem um mínimo de três) | |
| Artes Visuais | |
| - Desenho A (4h10) | |
| Disciplinas de Opção (se escolhem um mínimo de 2) | - História da Cultura e das Artes (4h30) - Geometria Descritiva A (4h30) - Matemática B (4h30) |
| Ciências e Tecnologias | |
| - Matemática A (4h10) | |
| Disciplinas de Opção (se escolhem um mínimo de 2) | - Física e Química A (5h15) - Biologia e Geologia (5h15) - Geometria Descritiva (4h30) |
| Línguas e Humanidades | |
| - História A (4h10) | |
| Disciplinas Optativas (se escolhem um mínimo de 2) | - Matemática Aplicadas às Ciências Sociais (4h30) - Geografia A (4h30) - Latim A (4h30) - Literatura Portuguesa (4h30) - Língua Estrangeira I, II ou III (4h30) (Alemão, Francês, Mandarim, Inglês e Espanhol) |
| Ciências Socioeconómicas | |
| - Matemática A (4h10) | |
| Disciplinas de Opção (se escolhem um mínimo de 2) | - História B (4h30) - Geografia A (4h30) - Economia A (4h30) |

| 12.º ANO DO SECUNDÁRIO | 12.º ANO DO SECUNDÁRIO                           | 12.º ANO DO SECUNDÁRIO |
| Disciplinas Comuns da Componente Educativa Geral | Disciplinas Comuns da Componente Educativa Geral | Disciplinas Comuns da Componente Educativa Geral |
| --- | ------------------------------------------------ | --- |
| - - Português (3h20) - ou Português Língua Segunda (L2) (3h20) d (disciplina de oferta obrigatória para alunos surdos) - ou Português Língua Não Materna (P.L.N.M.) (3h20) e - Educação Física (2h30) - Língua e Cultura Mirandesa (disciplina de oferta obrigatória e de frequência facultativa para os alunos de Miranda do Douro, de acordo com a Lei n.º 7/99 de 29 de janeiro e o Despacho Normativo n.º 35/99) - Educação Moral e Religiosa (1h30) (disciplina de oferta obrigatória e de frequência facultativa)     |                                                  | |
| Componente Educativa de Cidadania e Desenvolvimento |                                                  | |
| De acordo com o n.º 4 do artigo 15.º do Decreto-Lei n.º 55/2018 de 6 de julho, a escola decide a forma como implementa a componente de Cidadania e Desenvolvimento, podendo, entre outras opções, adotar: a) A oferta como disciplina autónoma; b) A prática de coadjuvação, no âmbito de uma disciplina; c) O funcionamento em justaposição com outra disciplina; d) A abordagem, no âmbito das diferentes disciplinas da matriz, dos temas e projetos, sob coordenação de um dos professores da turma ou grupo de alunos. |                                                  | |
| Disciplinas da Componente Educativa Específica (em cada curso se escolhem um mínimo de três) |                                                  | |
| Artes Visuais |                                                  | |
| - Desenho A (4h30) |                                                  | |
| Disciplinas de Opção - a escolher um mínimo de 2, sendo uma delas obrigatoriamente do 1.º Leque - escolher em função da oferta dos centros educativos | 1.º Leque                                        | - Oficina de Artes (2h30) - Oficina de Multimédia B (2h30) - Materiais e Tecnologias (2h30) |
| Disciplinas de Opção - a escolher um mínimo de 2, sendo uma delas obrigatoriamente do 1.º Leque - escolher em função da oferta dos centros educativos | 2.º Leque                                        | - Grego (2h30) - Antropologia (2h30) - Clássicos da Literatura (2h30) - Aplicações Informáticas B (2h30) - Ciência Política (2h30) - Direito (2h30) - Economia C (2h30) - Filosofia A (2h30) - Geografia C (2h30) - Língua Estrangeira I, II ou III (2h30) b (Alemão, Francês, Mandarim, Inglês e Espanhol) - Psicologia B (2h30) |
| Ciências e Tecnologias |                                                  | |
| - Matemática A (4h30) |                                                  | |
| Disciplinas de Opção - a escolher um mínimo de 2, sendo uma delas obrigatoriamente do 1.º Leque - escolher em função da oferta dos centros educativos | 1.º Leque                                        | - Biologia (2h30) - Física (2h30) - Geologia (2h30) - Química (2h30) |
| Disciplinas de Opção - a escolher um mínimo de 2, sendo uma delas obrigatoriamente do 1.º Leque - escolher em função da oferta dos centros educativos | 2.º Leque                                        | - Grego (2h30) - Antropologia (2h30) - Clássicos da Literatura (2h30) - Aplicações Informáticas B (2h30) - Ciência Política (2h30) - Direito (2h30) - Economia C (2h30) - Filosofia A (2h30) - Geografia C (2h30) - Língua Estrangeira I, II ou III (2h30) b (Alemão, Francês, Mandarim, Inglês e Espanhol) - Psicologia B (2h30) |
| Línguas e Humanidades |                                                  | |
| - História A (4h30) |                                                  | |
| Disciplinas de Opção - a escolher um mínimo de 2, sendo uma delas obrigatoriamente do 1.º Leque - escolher em função da oferta dos centros educativos | 1.º Leque                                        | - Filosofia A (2h30) - Geografia C (2h30) - Latim B (2h30) - Língua Estrangeira I, II ou III (2h30) c (Alemão, Francês, Mandarim, Inglês e Espanhol) - Literaturas de Língua Portuguesa (2h30) - Psicologia B (2h30) - Sociologia (2h30)                                                                                          |
| Disciplinas de Opção - a escolher um mínimo de 2, sendo uma delas obrigatoriamente do 1.º Leque - escolher em função da oferta dos centros educativos | 2.º Leque                                        | - Grego (2h30) - Antropologia (2h30) - Clássicos da Literatura (2h30) - Aplicações Informáticas B (2h30) - Ciência Política (2h30) - Direito (2h30) - Economia C (2h30) |
| Ciências Socioeconómicas |                                                  | |
| - Matemática A (4h30) |                                                  | |
| Disciplinas de Opção - a escolher um mínimo de 2, sendo uma delas obrigatoriamente do 1.º Leque - escolher em função da oferta dos centros educativos | 1.º Leque                                        | - Economia C (2h30) - Geografia C (2h30) - Sociologia (2h30) |
| Disciplinas de Opção - a escolher um mínimo de 2, sendo uma delas obrigatoriamente do 1.º Leque - escolher em função da oferta dos centros educativos | 2.º Leque                                        | - Grego (2h30) - Antropologia (2h30) - Clássicos da Literatura (2h30) - Aplicações Informáticas B (2h30) - Ciência Política (2h30) - Direito (2h30) - Filosofia A (2h30) - Língua Estrangeira I, II ou III (2h30) b (Alemão, Francês, Mandarim, Inglês e Espanhol) - Psicologia B (2h30)                                          |

a:
1. Escolhe-se uma língua estrangeira. Se tiver estudado apenas uma língua estrangeira no ensino básico, iniciará obrigatoriamente uma nova língua no ensino secundário. No caso de o aluno iniciar uma nova língua, em função da oferta do centro educativo, poderá cumulativamente dar continuidade à Língua Estrangeira I como disciplina facultativa, com aceitação expressa do acréscimo de carga horária.
2. Quanto aos alunos da modalidade de Línguas e Humanidades, no caso de o aluno dar continuidade às duas línguas estrangeiras estudadas no ensino básico, deve inserir-se a Língua Estrangeira I na componente das disciplinas comuns e a Língua Estrangeira II na componente da modalidade específica. Se o aluno der continuidade a uma das línguas estrangeiras estudadas no ensino básico e iniciar uma nova língua estrangeira, esta deve integrar-se obrigatoriamente na componente da modalidade específica, inserindo -se, na componente das disciplinas comuns, uma das línguas estrangeiras já estudadas. Se o aluno pretender apenas iniciar uma nova língua estrangeira, a mesma insere-se na componente das disciplinas comuns.

b: O aluno é aconselhado a escolher a língua estrangeira estudada na componente das disciplinas comuns, nos 10.º e 11.º anos.
c: Quanto à modalidade de Línguas e Humanidades, o aluno pode escolher a língua estrangeira estudada na componente das disciplinas comuns ou a língua estrangeira estudada na componente da sua modalidade específica nos 10.º e 11.º anos.
d: A disciplina de Português pode ser substituída pela disciplina de Português Língua Segunda (L2), para alunos que tenham surdez cuja Língua Materna (LM) e a Língua Primeira (L1) seja a Língua Gestual Portuguesa (LGP).
e: A disciplina de Português pode ser substituída pela disciplina de Português Língua Não Materna (P.L.N.M.), desde que o aluno esteja inserido em nível de iniciação (A1 ou A2) ou no nível intermédio (B1) do Quadro Europeu Comum de Referência para as Línguas.

## Cursos profissionais
São cursos profissionalizantes que estão voltados tanto para a inserção no mundo do trabalho quanto para o prosseguimento de estudos, seja em cursos de especialização tecnológica ou no ensino superior. Destinam-se a alunos que concluíram o 9.º ano e desejem ingressar no ensino secundário e simultaneamente obter uma qualificação profissional. Existem centenas de cursos profissionais no país, e normalmente estão ajustados ao mercado de trabalho da região onde são seleccionados. Este tipo de cursos tem vindo a ser reforçado nas escolas portuguesas nos últimos anos no âmbito da Iniciativa Novas Oportunidades.

## Cursos do ensino recorrente
É uma modalidade da educação de adultos, que proporciona uma segunda oportunidade de formação que permita conciliar os estudos com o exercício de uma actividade profissional. Funciona em sistema de módulos (cursos científico-humanísticos, cursos tecnológicos e cursos artísticos especializados) e de unidades capitalizáveis (cada disciplina está organizada por unidades, quando o aluno completa uma unidade, realiza uma prova de avaliação visando capitalizar a unidade e passar a frequentar a unidade seguinte, deste modo um aluno que interrompa os estudos,poderá retornar para a unidade imediatamente a seguir à última que capitalizou).

## Formação pós-secundária não-superior
Os cursos de especialização tecnológica, embora possam ser ministrados em escolas secundárias já não se situam no nível do ensino secundário.